# 0962
0962 è il prefisso telefonico del distretto di Crotone, appartenente al compartimento di Catanzaro.
Il distretto comprende la maggior parte della provincia di Crotone. Confina con i distretti di Catanzaro (0961) a sud-ovest, di Cosenza (0984) a ovest e di Rossano (0983) a nord-ovest.

## Aree locali e comuni
Il distretto di Crotone comprende 23 comuni inclusi nelle 3 aree locali di Cirò Marina (ex settori di Cirò Marina e Pallagorio), Crotone (ex settori di Crotone, Cutro e Isola di Capo Rizzuto) e Petilia Policastro (ex settori di Petilia Policastro, Santa Severina e Strongoli). I comuni compresi nel distretto sono: Belvedere di Spinello, Carfizzi, Casabona, Cirò, Cirò Marina, Cotronei, Crotone, Crucoli, Cutro, Isola di Capo Rizzuto, Melissa, Mesoraca, Pallagorio, Petilia Policastro, Rocca di Neto, Roccabernarda, San Mauro Marchesato, San Nicola dell'Alto, Santa Severina, Scandale, Strongoli, Umbriatico e Verzino.